# Ornipholidotos camerunensis
Ornipholidotos camerunensis is een vlinder uit de familie van de Lycaenidae. De wetenschappelijke naam van de soort is voor het eerst geldig gepubliceerd in 1964 door Stempffer.